# My Precious One
«My Precious One» es el decimotercer sencillo del artista inglés de música electrónica Andy Bell. Es el primer sencillo extraído de la banda sonora del musical Torsten The Beautiful Libertine.

## Lista de temas
1. My Precious One